# يوشيو شيغا
يوشيو شيغا (بالكانا:しが よしお) هو سياسي ياباني، ولد في 12 يناير 1901 في اليابان، وتوفي في 6 مارس 1989. حزبياً، نشط في الحزب الشيوعي الياباني. انتخب عضو مجلس النواب من اليابان.